# Mole Lake Chippewa
Mole lake Chippewa (Zaka’aaganing, Sokaogon), jedna od skupina Chippewa Indijanaca iz Wisconsina. Danas im je glavno naselje Dewegishigamiing ili Mole Lake u Wisconsinu, na rezervatu Mole Lake Indian Reservation, 4,904.2 akera (1984.7 ha).
Ova banda poznata i kao Sokaogon imala je 1806. godine tešku bitku s jednom skupinom Sioux Indijanaca koja ih je napala na području današnjeg okruga Forest na jezeru Mole Lake, pokušavajući preuzeti kontrolu nad poljima divlje vodene riže. U teškoj bici vođen lukovima i strijelama i ratnim toljagama, poginulo je oko 500 Siouxa i Chippewa. Na mjestu okršaja danas stoji komemorativna tabla uz cestu State Trunk Highway 55, koja je podignuta 1962 godine.